# Helmut Folwart
Helmut Folwart, rozený Folwatschny (16. září 1902, Dolní Bludovice – 13. března 1987, Mölln), byl německý filozof, pedagog a evangelický duchovní slezského původu.
Jako duchovní působil ve Vratislavi a v Hamburku.

## Z díla
- Friedrich Schlegels Verhältnis zur Philosophie. Ein Beitrag zur deutschen Geistesgeschichte im Ausgang des 18. Jahrhunderts. 1. Prolegomena. Ohlau in Schlesien 1930.
- Jean Pauls Persönlichkeit und Weltanschauung nach seinen Briefen. Weimar 1933.
- Kant, Husserl, Heidegger. Kritizismus, Phänomenologie, Existentialontologie. Ohlau in Schlesien 1936.
- Kant und die Gegenwart. In: Kant-Studien, 43 (1943), 103–169.